# Carolyn Houlihan
Carolyn Houlihan es una actriz retirada y participante de concursos de belleza estadounidense. En 1979, ganó el título de Miss Ohio USA y compitió en Miss Estados Unidos. Saltó a la fama por su papel de Karen en la película de terror de culto The Burning (1981),donde comparte una escena con Jason Alexander y es la primera víctima. Después de una breve aparición en la comedia A Little Sex (1982), abandonó la actuación y el mundo del espectáculo.

## Filmografía
| Título       | Año  | Papel                   |
| ------------ | ---- | ----------------------- |
| The Burning  | 1981 | Karen                   |
| A Little Sex | 1982 | Modelo de traje de baño |